# Оскар (филм, 1967)
Вижте пояснителната страница за други значения на Оскар (пояснение).
„Оскар“ (на френски: Oscar) е френска кинокомедия от 1967 г. на френския кинорежисьор Едуар Молинаро. Сценарият е на Жан Ален. Главната роля на Бертран Барние се изпълнява от френския киноартист Луи дьо Фюнес. В ролята на Кристиан Мартен участва френският киноартист Клод Риш. В ролята на Жермен Берние участва френската киноактриса Клод Жансак.

## Сюжет
Внимание:  Текстът по-долу разкрива сюжета на произведението (или части от него)!
Бертран Барние е богат индустриалец със строги разбирания за живота. Една сутрин му се струпват три неприятни новини, когато научава, че дъщеря му е бременна, от касата на фирмата е изчезнала крупна сума и камериерката го напуска за да се омъжи за богат аристократ. На всичкото отгоре нахакан младок иска да се ожени за дъщеря му, но след като Бертран отказва тя е готова да пристане на първия срещнат. Към тази умопобъркваща ситуация се прибавят и два черни куфара. Единият е пълен с пари и скъпоценности, а другият с дамско бельо...

## В ролите
| Изпълнител     | Роля                                |
| -------------- | ----------------------------------- |
| Луи дьо Фюнес  | Бертран Барние                      |
| Клод Риш       | Кристиан Мартен                     |
| Клод Жансак    | Жермен Берние                       |
| Агата Натансон | Колет Барние, дъщеря на Бертран     |
| Марио Давид    | Филип Дюбоа, масажист-спортист      |
| Доминик Паж    | Бернадет                            |
| Силвия Сорел   | Жаклин, незаконна дъщера на Бертран |
| Пол Пребоа     | Шарл                                |

## Български дублаж
| Обработка           | Главна редакция „КИНО“                                                                |
| ------------------- | ------------------------------------------------------------------------------------- |
| Преводач            | Ани Еврева                                                                            |
| Редактор            | Пепа Попова                                                                           |
| Тонрежисьор         | Владимир Владимиров                                                                   |
| Режисьор на дублажа | Людмила Кръстева                                                                      |
| Озвучаващи артисти  | Лидия Вълкова Христина Ибришимова Веселин Ранков Стефан Сърчаджиев-Съра Симеон Владов |